# Camponotus sicheli
Camponotus sicheli är en myrart som beskrevs av Mayr 1866. Camponotus sicheli ingår i släktet hästmyror, och familjen myror.

## Underarter
Arten delas in i följande underarter:
- C. s. niger
- C. s. sicheli